# Confederazione del Reno
La Confederazione del Reno (in tedesco: Rheinbund, in francese: Confédération du Rhin) fu una confederazione di Stati satelliti dell'Impero francese, composta inizialmente da sedici Stati tedeschi messi insieme da Napoleone dopo la vittoria contro Austria e Russia nella battaglia di Austerlitz. Il suo atto costituivo fu, in effetti, il trattato di Presburgo. La Confederazione ebbe vita dal 1806 al 1813.
I membri della Confederazione erano dei principi tedeschi (Fürsten) del Sacro Romano Impero. Il numero degli Stati arriverà a 39, comprendenti una popolazione di 15 milioni di persone. Essi fornirono un vantaggio strategico significativo alla Francia sul fronte orientale. La Prussia e l'Austria non ne erano membri.
Napoleone cercò di consolidare i risultati della Rivoluzione, ma gli occorrevano i soldati e gli approvvigionamenti che tali Stati potevano fornirgli per le sue guerre. Napoleone richiese agli Stati membri 63.000 soldati per il suo esercito. Il successo della Confederazione era strettamente legato al successo di Napoleone in battaglia e collassò dopo la sua sconfitta alla battaglia di Lipsia nel 1813.

## Formazione
Il 12 luglio 1806, alla firma del trattato della Confederazione del Reno, 16 stati lasciarono il Sacro Romano Impero tedesco e costituirono la confederazione chiamata "Stati nazionali del Reno", dei quali Napoleone sarebbe stato il "protettore". Il 6 agosto, obbedendo ad un ultimatum di Napoleone, Francesco II rinunciò al titolo di imperatore e dissolse il Sacro Romano Impero. Dall'anno successivo, 23 altri Stati tedeschi si unirono alla Confederazione. Soltanto l'Austria, l'Holstein e la Pomerania ne rimasero fuori.
Karl Theodor von Dalberg, principe Aschaffenburg e di Ratisbona e in seguito Granduca di Francoforte sul Meno, alleato di Napoleone, divenne presidente e principe primate della Confederazione; nel 1813 fu sostituito per meno di un anno da Eugenio di Beauharnais, figlio della moglie di Napoleone.
La Confederazione era soprattutto un'alleanza militare. Gli Stati membri si erano obbligati a fornire alla Francia un gran numero di soldati; in cambio, ottennero statuti più elevati: Baden, Assia, Kleve e Berg vennero trasformati in granducati. Il Württemberg e la Baviera divennero dei regni. Per la loro cooperazione, alcuni Stati incorporarono piccoli domini imperiali.
Secondo il trattato stipulato, la Confederazione avrebbe dovuto essere governata da un presidente comune, ma i suoi membri, in particolare i più grandi, preferirono salvaguardare la loro sovranità.
Molti Stati piccoli e medi entrarono nella Confederazione nel 1808, nel momento di massima importanza della Confederazione. In quel momento essa era costituita da 4 regni, 5 granducati, 13 ducati e 17 principati, oltre alle città della Lega anseatica (Amburgo, Lubecca e Brema). Nel 1810, grandi regioni del nord-ovest della Germania vennero velocemente incorporate al Primo Impero francese allo scopo di migliorare il blocco continentale contro il Regno Unito.
Nel 1813, con l'insuccesso della campagna di Russia, alcuni Stati membri cambiarono campo e la Confederazione del Reno crollò. Il 30 maggio 1814 il primo trattato di Parigi dichiarò gli Stati tedeschi indipendenti. Nel 1815, il Congresso di Vienna ridisegnò la carta politica del continente. In effetti, solo alcuni cambiamenti minori vennero apportati alle frontiere della Germania: la Confederazione germanica, risultante dagli accordi di Vienna, corrispondeva pressappoco agli Stati già appartenuti alla Confederazione del Reno.

## Stati membri

### Collegio dei re
| Bandiera | Stato                        | Anno              | Note |
| -------- | ---------------------------- | ----------------- | --- |
|          | Granducato di Baden          | 12 luglio 1806    | Cofondatore; ex margraviato (8,000) |
|          | Regno di Baviera             | 12 luglio 1806    | Cofondatore; ex elettorato (30,000) |
|          | Granducato di Berg           | 12 luglio 1806    | Cofondatore; assorbe Cleves, entrambi ex ducati (5,000) |
|          | Granducato d'Assia-Darmstadt | 12 luglio 1806    | Cofondatore; ex langraviato (4,000) |
|          | Principato di Ratisbona      | 12 luglio 1806    | Cofondatore; in unione personale con il Principato di Aschaffenburg; in precedenza principato arcivescovile ed Elettorato; dopo il 1810 al Granducato di Francoforte (968 di 4,000) |
|          | Regno di Sassonia            | 11 dicembre 1806  | Ex elettorato (20,000) |
|          | Regno di Vestfalia           | 15 novembre 1807  | Creazione napoleonica (25,000) |
|          | Regno di Württemberg         | 12 luglio 1806    | Cofondatore; ex ducato (12,000) |
|          | Granducato di Würzburg       | 23 settembre 1806 | Creazione napoleonica (2,000) |

### Collegio dei principi
| Bandiera | Stato                                         | Anno              | Note                                                                              |
| -------- | --------------------------------------------- | ----------------- | --------------------------------------------------------------------------------- |
|          | Ducato di Anhalt-Bernburg                     | 11 aprile 1807    | (240)                                                                             |
|          | Ducato di Anhalt-Dessau                       | 11 aprile 1807    | (350)                                                                             |
|          | Ducato di Anhalt-Köthen                       | 11 aprile 1807    | (210)                                                                             |
|          | Ducato di Arenberg                            | 12 luglio 1806    | Cofondatore; mediatizzato il 13 dicembre 1810 (379 di 4,000)                      |
|          | Principato di Hohenzollern-Hechingen          | 12 luglio 1806    | Cofondatore (97 di 4,000)                                                         |
|          | Principato di Hohenzollern-Sigmaringen        | 12 luglio 1806    | Cofondatore (193 di 4,000)                                                        |
|          | Principato di Isenburg                        | 12 luglio 1806    | Cofondatore (291 di 4,000)                                                        |
|          | Principato di Leyen                           | 12 luglio 1806    | Cofondatore; ex contea (29 di 4,000)                                              |
|          | Principato del Liechtenstein                  | 12 luglio 1806    | Cofondatore (40 of 4,000)                                                         |
|          | Principato di Lippe-Detmold                   | 11 aprile 1807    | (500)                                                                             |
|          | Ducato di Meclemburgo-Schwerin                | 22 marzo 1808     | (1,900)                                                                           |
|          | Ducato di Meclemburgo-Strelitz                | 18 febbraio 1808  | (400)                                                                             |
|          | Ducato di Nassau (Usingen e Weilburg)         | 12 luglio 1806*   | Unione di Nassau-Usingen e Nassau-Weilburg, entrambi cofondatori (1,680 di 4,000) |
|          | Ducato di Oldenburg                           | 14 ottobre 1808   | annesso dalla Francia il 13 dicembre 1810 (800)                                   |
|          | Principato di Reuss-Ebersdorf                 | 11 aprile 1807    | principati Reuss (totale 450)                                                     |
|          | Principato di Reuss-Greiz                     | 11 aprile 1807    | principati Reuss (totale 450)                                                     |
|          | Principato di Reuss-Lobenstein                | 11 aprile 1807    | principati Reuss (totale 450)                                                     |
|          | Principato di Reuss-Schleiz                   | 11 aprile 1807    | principati Reuss (totale 450)                                                     |
|          | Principato di Salm (Salm-Salm e Salm-Kyrburg) | 25 luglio 1806    | Cofondatore; annesso dalla Francia il 13 dicembre 1810 (323 di 4,000)             |
|          | Ducato di Sassonia-Coburgo                    | 15 dicembre 1807  | ducati sassoni (totale 2,000)                                                     |
|          | Ducato di Sassonia-Gotha                      | 15 dicembre 1807  | ducati sassoni (totale 2,000)                                                     |
|          | Ducato di Sassonia-Hildburghausen             | 15 dicembre 1807  | ducati sassoni (totale 2,000)                                                     |
|          | Ducato di Sassonia-Meiningen                  | 15 dicembre 1807  | ducati sassoni (totale 2,000)                                                     |
|          | Ducato di Sassonia-Weimar                     | {15 dicembre 1807 | ducati sassoni (totale 2,000)                                                     |
|          | Principato di Schaumburg-Lippe                | 11 aprile 1807    | (150)                                                                             |
|          | Principato di Schwarzburg-Rudolstadt          | 11 aprile 1807    | (325)                                                                             |
|          | Principato di Schwarzburg-Sondershausen       | 11 aprile 1807    | (325)                                                                             |
|          | Principato di Waldeck-Pyrmont                 | 11 aprile 1807    | (400)                                                                             |